# Neochromadora bilineata
Neochromadora bilineata is een rondwormensoort uit de familie van de Chromadoridae. De wetenschappelijke naam van de soort is voor het eerst geldig gepubliceerd in 1978 door Kito.